# Allium polyanthum
Allium polyanthum — вид квіткових рослин з підродини цибулевих (Allioideae). Ендемік західного Середземномор'я: пд. і зх. Франція (у тому числі Корсика), Італія, Марокко, Іспанія (у тому числі Балеарські острови), Туніс.

## Середовище проживання
Вид населяє поля, виноградники, схили, лісові галявини, чагарники, скелі, дюни, урвища, пустирі та узбіччя доріг.

## Галерея

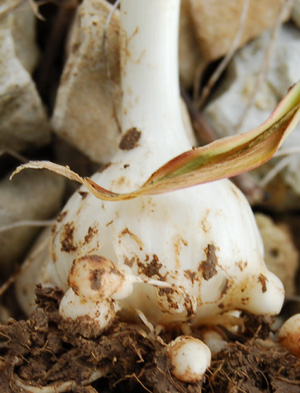
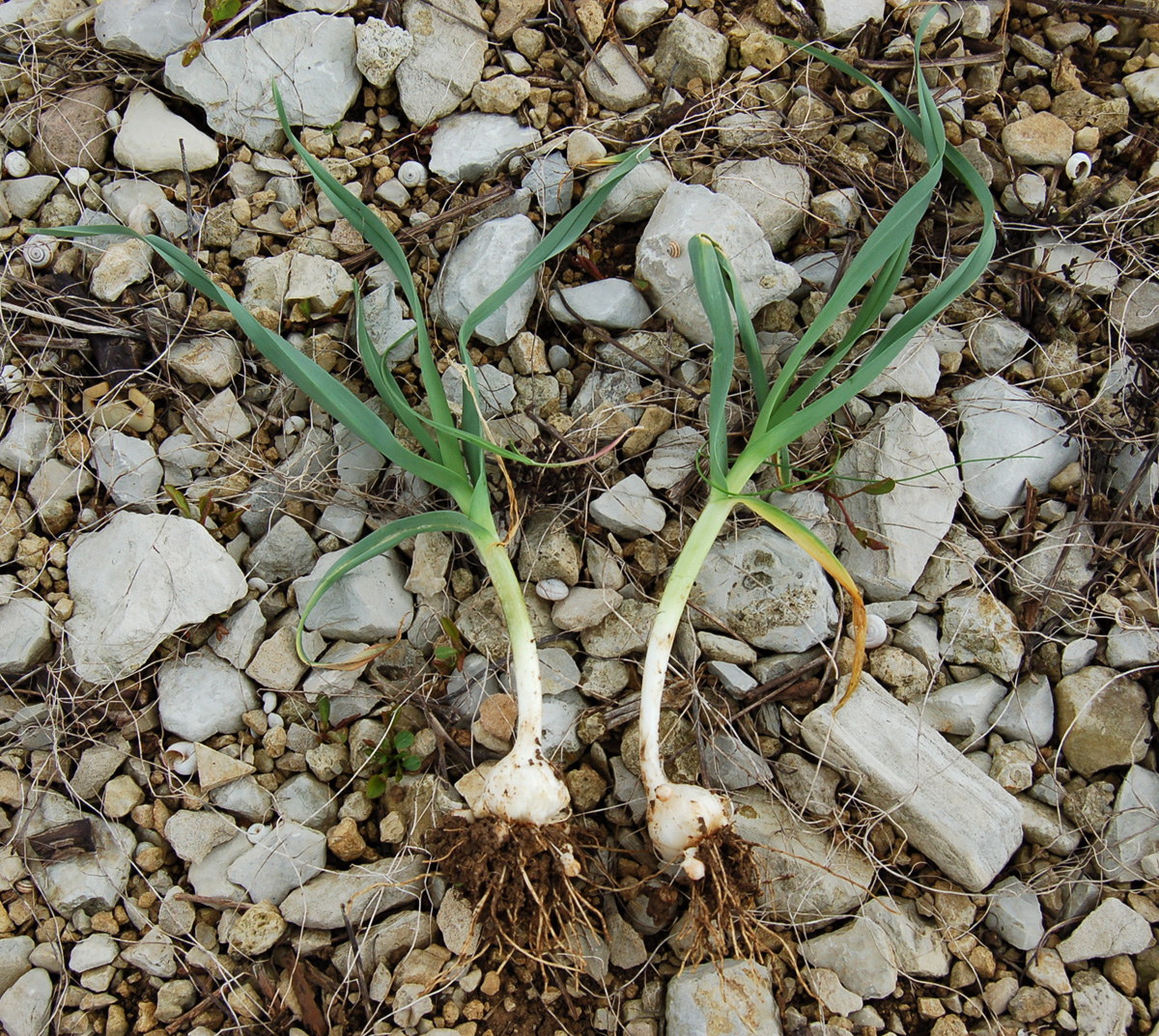
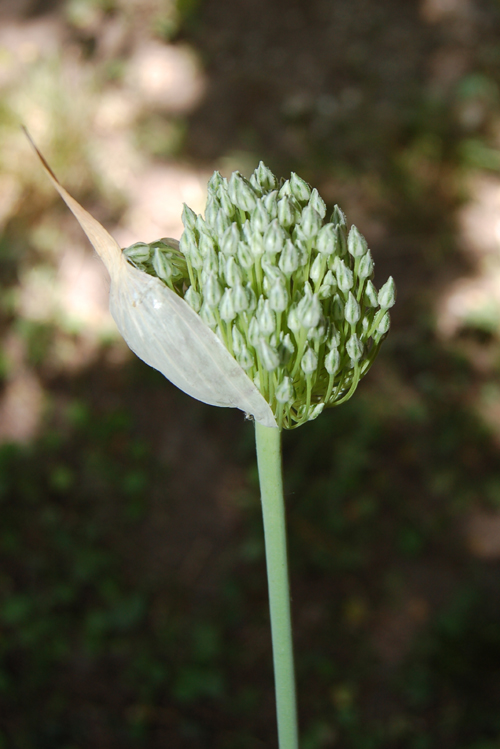
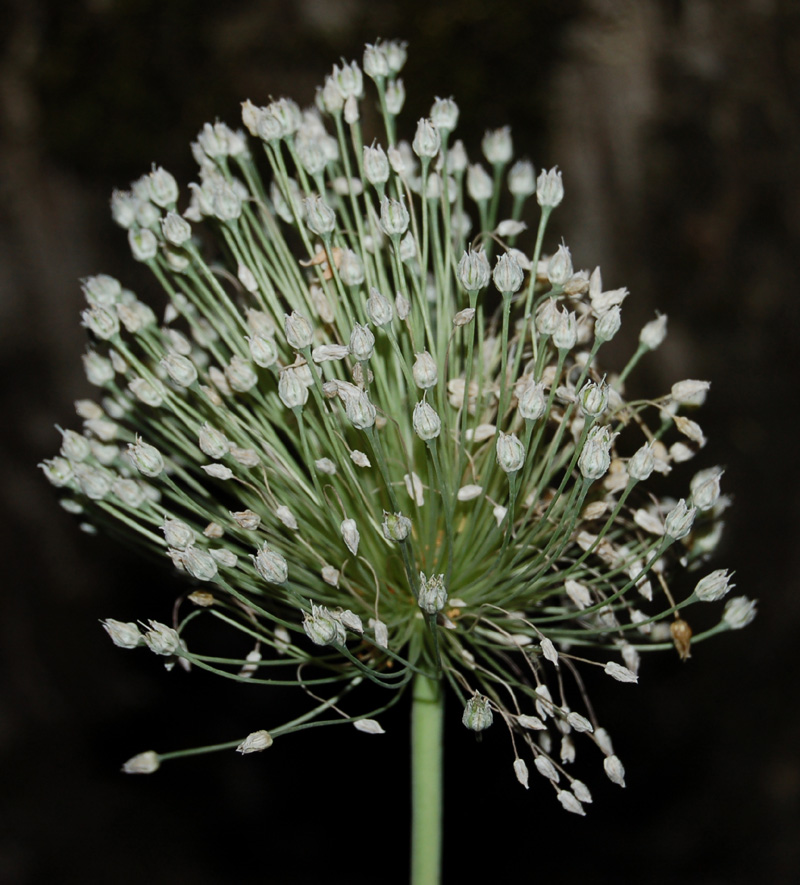
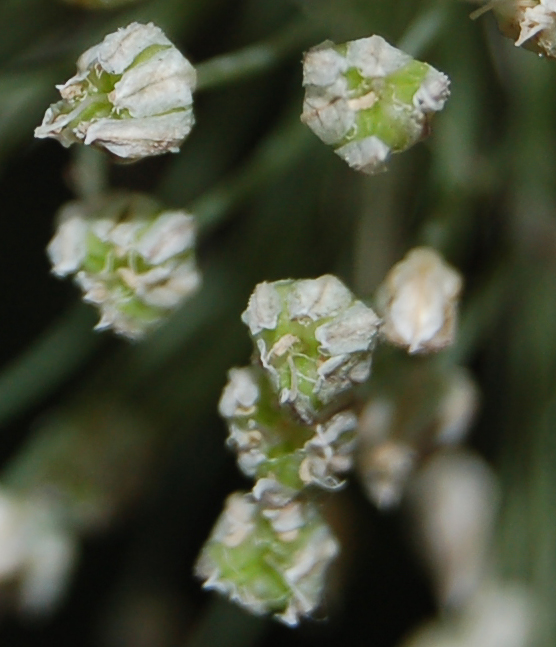

## Біоморфологічна характеристика
Багаторічна рослина, гола, з різким запахом черемші. Цибулини сферичні чи яйцеподібні, оточені численними, 1–30(50) цибулинками. Стебло 12–138 см, товсте, циліндричне, облиствене до третини. Листки лінійно-розширені, плоскі, гладкі. Рожеві, білуваті чи пурпурні квітки із середніми жилками зазвичай більш інтенсивного кольору; листочки оцвітини зовнішні (3.5)4.4–4.8(5.7) × 1.3–2.17 мм; внутрішні 3.5–5.6 × 1.2–1.9 мм. Парасольки ± кулясті, 23–71(90) × 24–70(90) мм, злегка нещільні. Тичинки трохи перевищують дзвоникоподібну оцвітину; пиляки жовті. Плід 3.2–5.4 × 3.2–5 мм, з 1–2 насінинами в чашечці. Насіння 2.3–3.6 × 1.5–1.6 мм, ± неправильно яйцювато-кутасте, чорне. 2n = 16, 24, 32, 40, 48, 56.